# James R. Norris

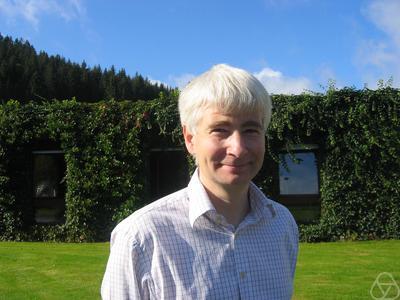
James Norris, Oberwolfach 2007

James Ritchie Norris (* 1960) ist ein britischer Mathematiker, der sich mit Stochastik befasst. 
Norris wurde 1985 an der Universität Cambridge bei David Albert Edwards promoviert (Malliavin Calculus). Als Post-Doktorand war er an der Swansea University, wurde 1985 Lecturer in Cambridge und Fellow am Churchill College. 2005 wurde er Professor für Statistik und er ist Direktor des Statistical Laboratory in Cambridge.
Norris erhielt 1997 den Rollo-Davidson-Preis.

## Schriften
- Markov chains. Cambridge University Press, Cambridge u. a. 1997, ISBN 0-521-48181-3.